# Station Imazato
Station Imazato (今里駅, Imazato-eki) is een metrostation in de wijk Higashinari-ku in Osaka, Japan. Het station dient niet verward te worden met het gelijknamige station dat ten zuidoosten van het metrostation ligt. Het wordt aangedaan door de Sennichimae-lijn en de Imazatosuji-lijn, waarvan het station de eindhalte is. Beide lijnen hebben eigen perrons, daar de lijnen loodrecht op elkaar staan.

## Lijnen

### Sennichimae-lijn(stationsnummer S20)
| 1 | ■ Sennichimae-lijn | richting Minami-Tatsumi              |
| 2 | ■ Sennichimae-lijn | richting Namba, Awaza en Nodahanshin |

### Imazatosuji-lijn(stationsnummer I21)
| 1,2 | ■Imazatosuji-lijn | richting Midoribashi, Gamō Yonchōme, Taishibashi-Imaichi en Itakano |

## Geschiedenis
Het station van de Sennichimae-lijn werd in 1969 geopend, waarna het gedeelte voor Imazatosuji-lijn in 2006 werd geopend.

## Overig openbaar vervoer
Bussen 13, 18, 35, 35A, 85 en 85A
Nodahanshin · Tamagawa · Awaza · Nishi-Nagahori · Sakuragawa · Namba ·  Nippombashi · Tanimachi Kyūchōme · Tsuruhashi · Imazato · Shin-Fukae · Shōji · Kita-Tatsumi · Minami-Tatsumi
Itakano · Zuikō Yonchōme · Daidō-Toyosato · Taishibashi-Imaichi · Shimizu · Shimmori-Furuichi · Sekime-Seiiku · Gamō Yonchōme · Shigino · Midoribashi · Imazato